# Dsmitryj Mjaleschka
Dsmitryj Wiktarawitsch Mjaleschka (belarussisch Дзмітрый Віктаравіч Мялешка, russisch Дмитрий Викторович Мелешко/Dmitri Wiktorowitsch Meleschko; * 8. November 1982 in Minsk, Weißrussischen SSR) ist ein belarussischer Eishockeyspieler, der seit 2016 wieder beim HK Junost Minsk in der belarussischen Extraliga unter Vertrag steht.

## Karriere
Mjaleschka stammt aus dem Nachwuchsbereich des HK Junost Minsk, für den er zwischen 1998 und 2001 in der East European Hockey League spielte. Danach wechselte er zum Lokalrivalen HK Keramin Minsk, mit dem er 2003 und 2004 die Meisterschaft der EEHL, 2002 die belarussische Meisterschaft sowie im gleichen Jahr den belarussischen Pokalwettbewerb gewinnen konnte. Zudem wurde er 2001, 2003, 2004 und 2005 belarussischer Vizemeister mit Junost beziehungsweise Keramin Minsk.
Zwischen 2005 und 2007 ging er für Salawat Julajew Ufa in der russischen Superliga aufs Eis, bevor er 2007 vom HK Spartak Moskau verpflichtet wurde. Nach einem Jahr in der russischen Hauptstadt wurde er vom HK Sibir Nowosibirsk für die erste Spielzeit der Kontinentalen Hockey-Liga unter Vertrag genommen. Nach 24 KHL-Partien für Nowosibirsk kehrte Mjaleschka Mitte Dezember 2008 in seine Heimatstadt zurück, wo er bis 2016 für den HK Dinamo Minsk in der KHL spielte. Zudem kam er zeitweise parallel beim Farmteam HK Schachzjor Salihorsk in der belarussischen Extraliga zum Einsatz.
Im Juli 2016 verließ er Dinamo Minsk nach 7,5 Jahren Klubzugehörigkeit und kehrte zum HK Junost Minsk zurück.

### International
Für Belarus nahm Mjaleschka im Juniorenbereich an der U18-Junioren-Weltmeisterschaft 2000 sowie den U20-Junioren-Weltmeisterschaften 2001 und 2002 teil. Im Seniorenbereich stand er im Aufgebot seines Landes bei den Weltmeisterschaften 2005, 2006, 2007, 2008, 2009, 2010 und 2011 sowie bei den Olympischen Winterspielen 2010 in Vancouver.

## Erfolge und Auszeichnungen
- 2001 Belarussischer Vizemeister mit dem HK Junost Minsk
- 2002 Belarussischer Meister mit dem HK Keramin Minsk
- 2002 Belarussischer Pokalsieger mit dem HK Keramin Minsk
- 2003 Belarussischer Vizemeister mit dem HK Keramin Minsk
- 2003 East-European-Hockey-League-Gewinn mit dem HK Keramin Minsk
- 2004 Belarussischer Vizemeister mit dem HK Keramin Minsk
- 2004 East European-Hockey-League-Gewinn mit dem HK Keramin Minsk

## KHL-Statistik
(Stand: Ende der Saison 2015/16)